# Deptford Dockyard

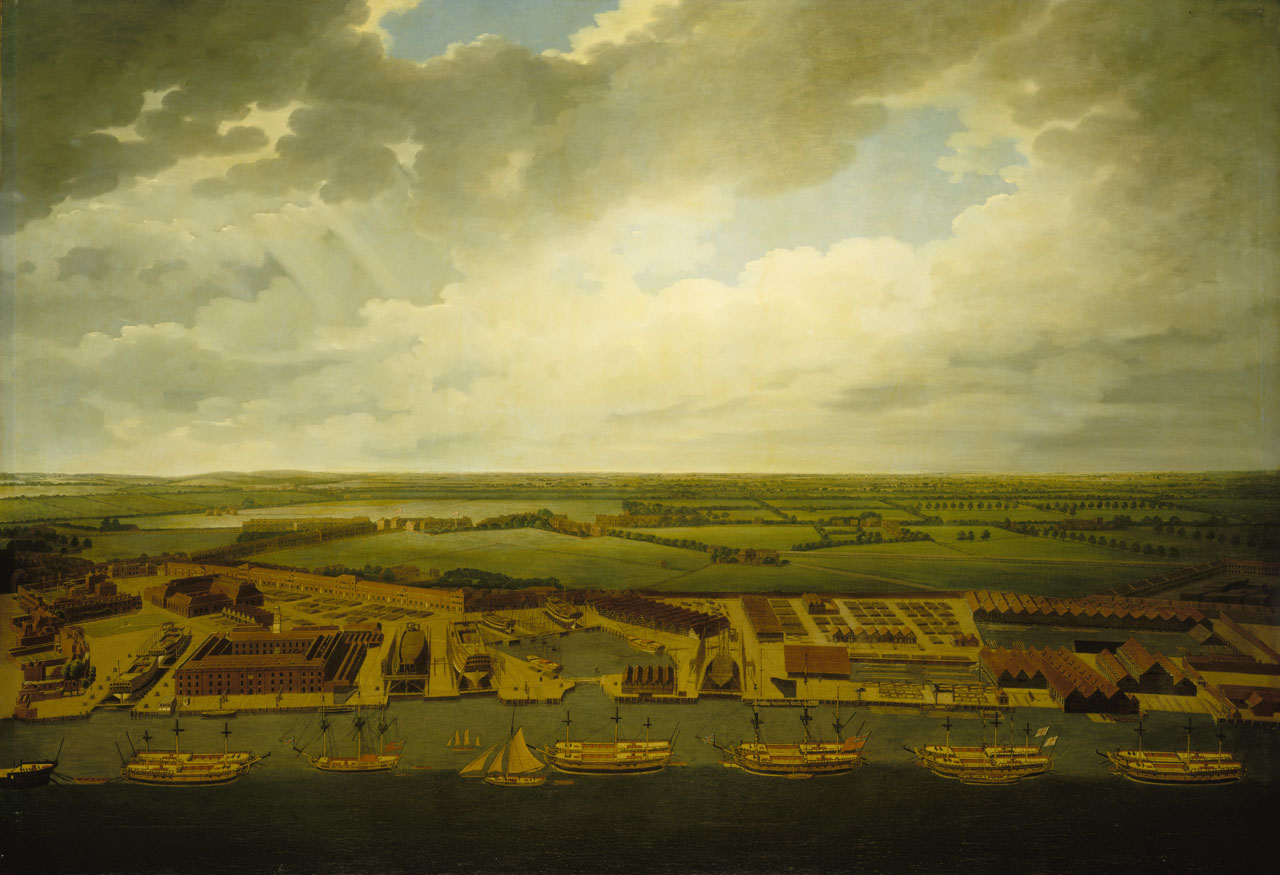
Deptford Dockyard - dipinto di Joseph Farington, c.1794. Si notano, da sx a dx: case e uffici degli ufficiali; il doppio bacino di carenaggio; la Great Storehouse; un paio di scali di costruzioni navali; il bacino umido; lo scalo di costruzione navale; fabbriche e impianti di stagnatura degli alberi; la casa-barca.

Il Deptford Dockyard era un importante cantiere navale (en. dockyard) della Royal Navy a Deptford sul Tamigi, attuale Lewisham (borgo di Londra), attivo dal XVI al XIX secolo. Costruì e mantenne navi da guerra per 350 anni. Molti eventi e navi significative sono stati associati ad esso.

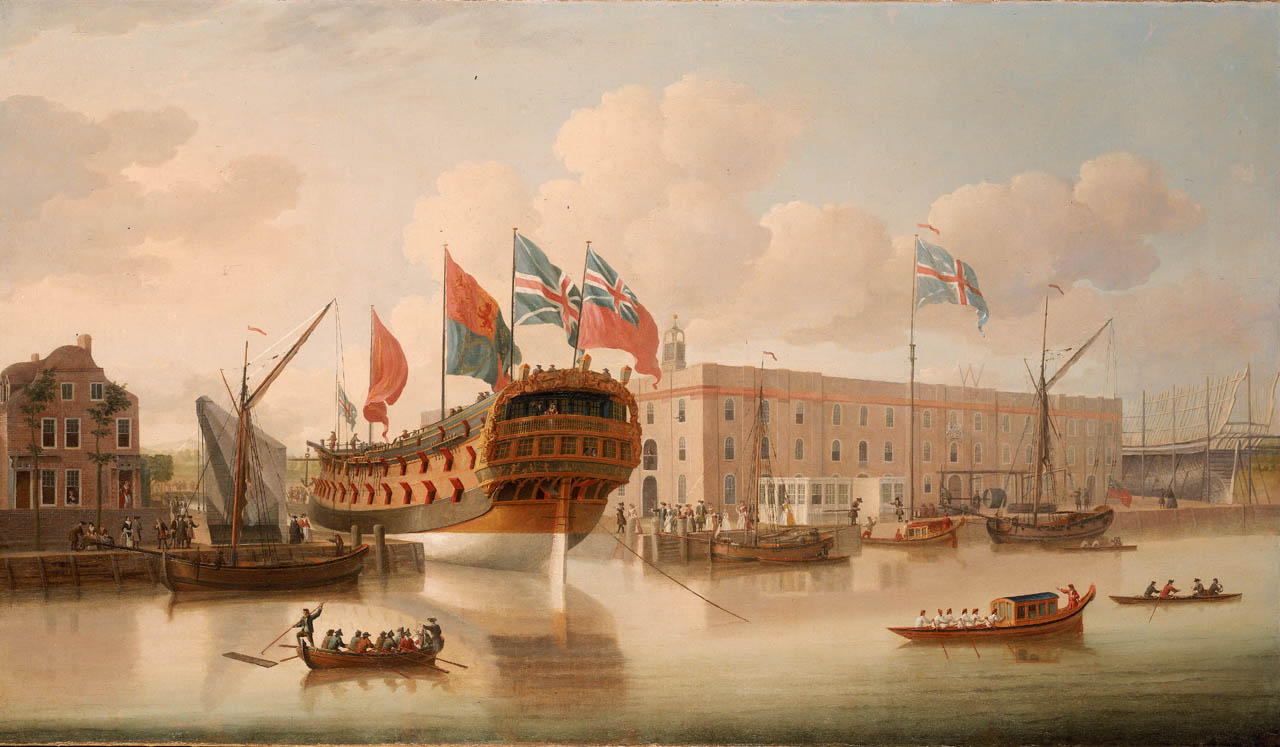
Il varo della HMS St Albans nel Tamigi a Deptford nel 1747 - dipinto di John Cleveley il Vecchio: si notano la Master Shipwright's House (sx) e la Great Storehouse.

Fondato da Enrico VIII nel 1513, fu il cantiere navale reale più significativo del periodo Tudor e rimase uno dei principali cantieri navali per trecento anni. Qui furono sperimentati importanti nuovi sviluppi tecnologici e organizzativi e Deptford venne associato ai grandi marinai dell'epoca, tra cui Francis Drake e Walter Raleigh. Il cantiere si espanse rapidamente nel corso del XVI e XVII secolo, comprendo una vasta area, servendo per un certo periodo come quartier generale dell'amministrazione navale e divenne il deposito principale del Victualling Board. Lo zar Pietro il Grande visitò il cantiere in incognito nel 1698 per apprendere le tecniche di costruzione navale. Il sito raggiunse l'apice nel XVIII secolo, quando costruì e/o ricostruì le navi degli esploratori Cook, Vancouver e Bligh e le navi da guerra di Nelson. 
Il Deptford Dockyard perse d'importanza dopo le guerre napoleoniche causa la sua posizione a monte del Tamigi poiché lo stretto fiume era poco praticabile per le nuove grandi navi da guerra. In gran parte inattivo dopo il 1830, tornò brevemente in auge negli anni 1840 salvo essere chiuso nel 1869. Il victualling yard istituito negli anni 1740 continuò ad essere utilizzato fino agli anni '60, mentre il terreno utilizzato dal cantiere navale fu venduto e l'area è ora nota come Convoys Wharf. 
Scavi archeologici hanno avuto luogo presso il vecchio cantiere navale nel triennio 2010-12.

## Storia

### Fondazione
L'area di Deptford era stata utilizzata per costruire navi reali sin dall'inizio del XV secolo, regnante Enrico V. Furono fatte delle mosse per migliorare l'amministrazione e il funzionamento della Royal Navy durante il periodo Tudor, e Enrico VII fondò il primo cantiere navale reale a Portsmouth nel 1496. Suo figlio Enrico VIII riprese ed ampliò i piani del padre, preferendo però le rive del Tamigi ai porti della costa meridionale: fondò prima il Woolwich Dockyard e poi il Deptford Dockyard nel 1513.

### Il cantiere Tudor

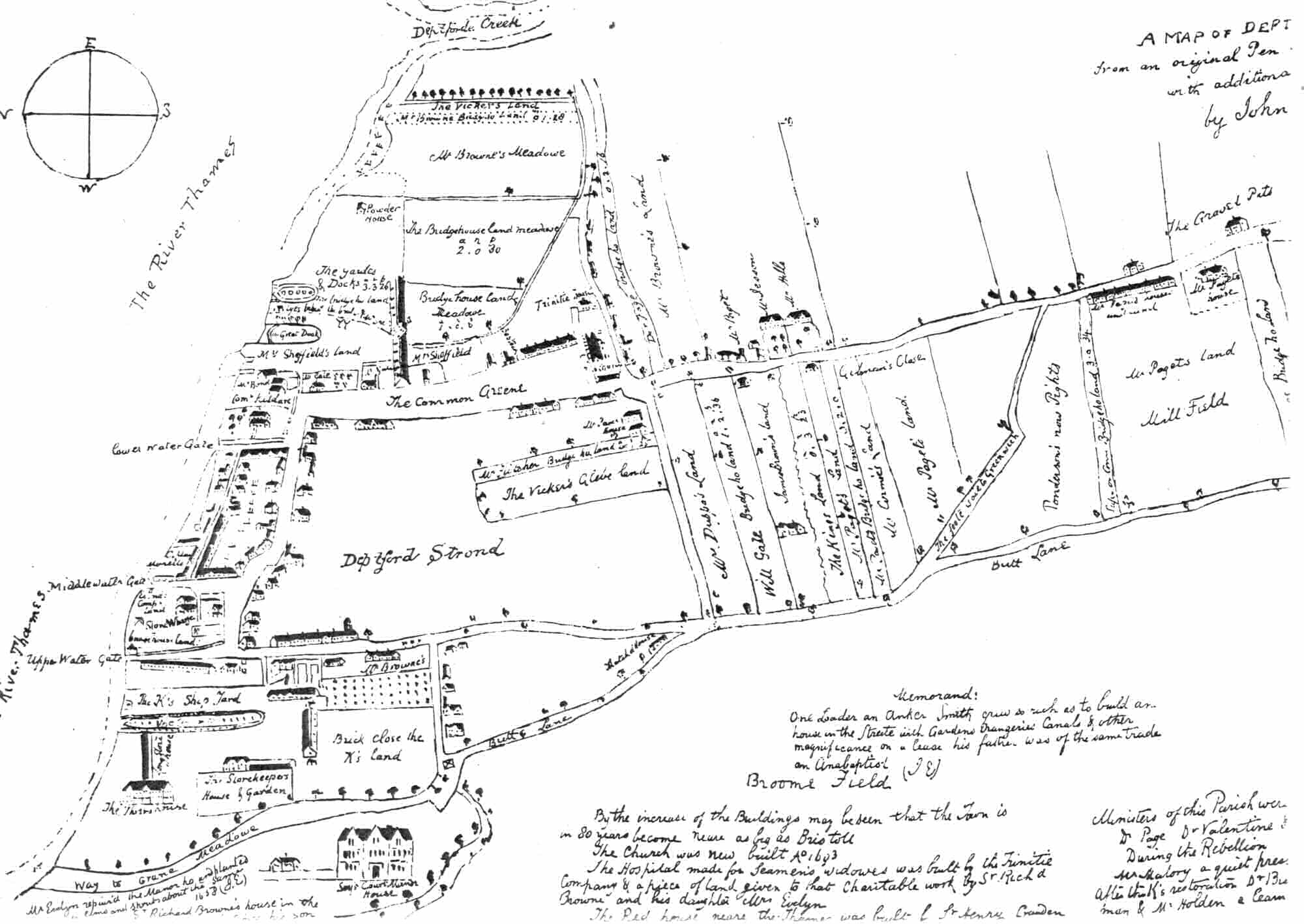
L'area di Deptford sulla mappa del 1623 di John Evelyn, residente nell'area.
La casa di Evelyn, Sayes Court, è in basso a sinistra. In alto è contrassegnato "The K's Ship Yard", la sede del cantiere navale di Deptford in espansione.

Inizialmente il cantiere era costituito da poco più di un bacino di carenaggio e un magazzino, con uno stagno trasformato in un bacino nel 1517 per fornire ormeggio a diverse navi del re. Altri magazzini furono costruiti tra il 1513 e il 1514 a Deptford e a Erith per soddisfare le esigenze della marina nella Guerra della Lega di Cambrai. Lo stagno trasformato in bacino copriva un totale di otto acri, era abbastanza profondo da accogliere una nave di 1000 t e fu diviso in tre parti. L'espansione fisica di Deptford mosse di pari passo con il rapido sviluppo dell'amministrazione navale inglese, prossima a dotarsi a metà Cinquecento di un ufficio di amministrazioni centrale (il futuro "Navy Board"), e con la sua gerarchizzazione che proprio a Deptford si manifestò con l'erigenda di uno stabile destinato agli "ufficiali dell'Ammiragliato".
Il Deptford Dockyard divenne il più importante dei cantieri reali, impiegando un numero crescente di lavoratori e espandendosi per incorporare nuovi magazzini. Era visitato occasionalmente dal re che vi ispezionava le navi in costruzione con il conseguente aumento delle spese di rappresentanza per il sito: nel 1550 il Tesoriere della Marina pagò £ 88 per ripavimentare la Deptford High Street "così rumorosa e piena di sporcizia che la Maestà del Re non poteva passare per vedere la costruzione delle navi di sua altezza." 
La banchina fu ricostruita e i pontili si espansero coprendo una superficie di 500-600 piedi sul fronte del fiume entro la fine del XVI secolo. Da allora quello spazio fu noto come il "King's Yard". La struttura di Deptford nel contempo si raffinò: nel 1578 furono pagate 150 £ per dotare di cancelli il bacino di carenaggio, ponendo fine alla prassi di chiudere ogni volta il bacino con uno scavo per bloccarvi la nave.
Il significato di Deptford per la Royal Navy fu evidenziato nel 1581 quando Elisabetta I vi nominò cavaliere Francis Drake al rientro dalla circumnavigazione del globo a bordo della Golden Hind ordinando poi che il galeone fossero ormeggiato a Deptford Creek per un'esibizione pubblica (durata fino al 1660 quando la nave marcì e di ruppe). Sempre a Deptford si verificò la famosa posa del mantello da parte di Sir Walter Raleigh ai piedi di Elisabetta. Tutto questo portò a chiamare Deptford la "Culla della Marina".

### Espansione

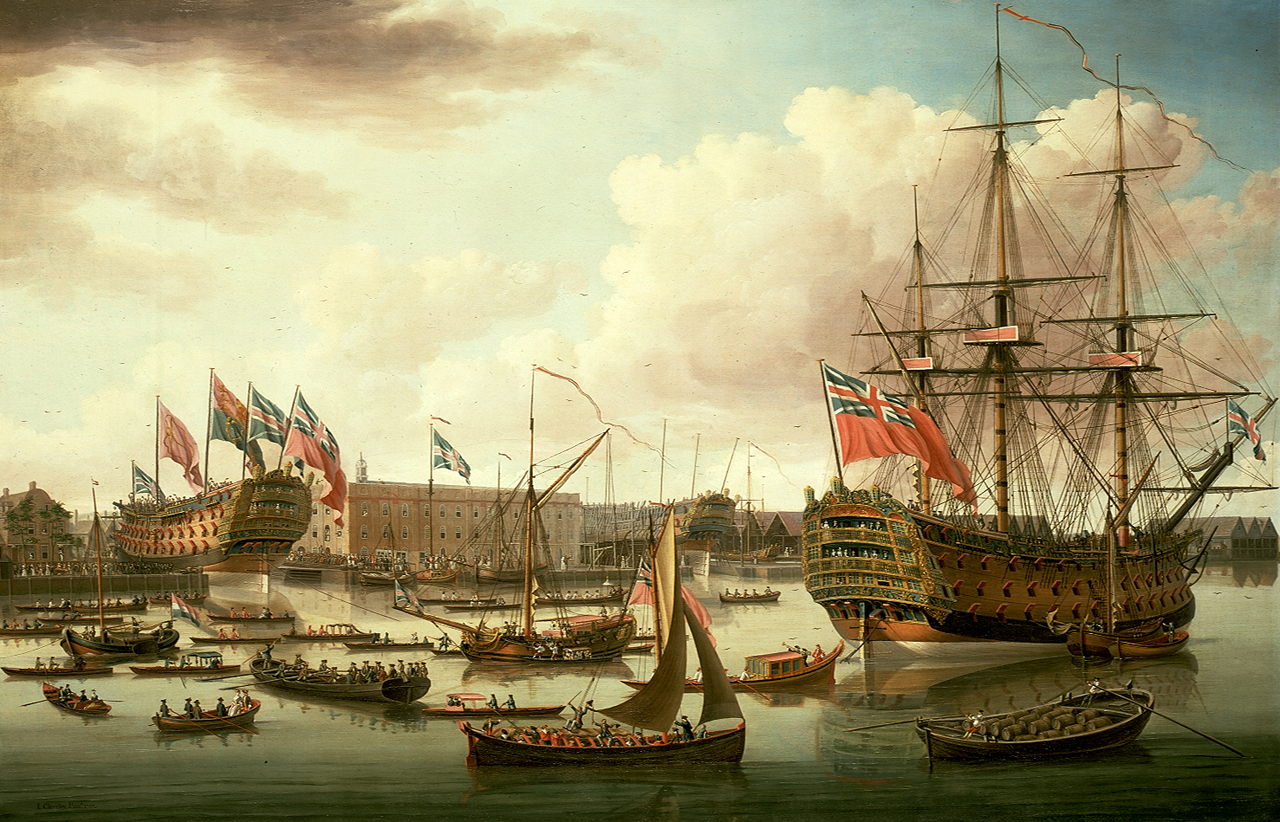
Il varo della HMS Cambridge da 80 cannoni nel 1755 - dipinto di John Cleveley il Vecchio. Deptford Dockyard al suo apogeo: mentre una grande nave da guerra viene varata un'altra è già in costruzione sullo sfondo.

La crescita di altri cantieri navali, in particolare il Chatham Dockyard sul fiume Medway, minacciò la supremazia di Deptford e all'inizio del XVII secolo si discuteva la possibile chiusura e vendita del cantiere Tudor. Sebbene Deptford e Woolwich possedessero gli unici moli funzionanti, il Tamigi era troppo stretto, poco profondo e molto utilizzato e i cantieri navali di Londra troppo lontani dal mare per renderlo un ancoraggio attraente per la marina in crescita. L'attenzione si spostò sul Medway e furono costruite difese e strutture a Chatham e Sheerness.
Nonostante ciò, Deptford Dockyard continuò a prosperare e ad espandersi, grazie all'influenza dei Pett, una dinastia di carpentieri che produsse diversi maestri tra la fine del XVI e l'inizio del XVII secolo. Una commissione della marina nel 1620 decise di concentrare la costruzione di navi a Deptford, ordinando la costruzione di 6 grandi navi, 3 navi medie e 1 piccola, tutte da Andrew Borrell a Deptford, con un tasso di consegna di due all'anno per cinque anni. Nel Seicento il King's Yard copriva una vasta area e comprendeva un gran numero di magazzini, squeri, fucine e altre strutture di manutenzione e officine. Il Grande Bacino fu ingrandito nel 1610, furono rimodellati numerosi scali, nel 1620 fu costruito un secondo bacino di carenaggio ed un terzo fu autorizzato nel 1623.
Ci furono ulteriori amplianti nel periodo del Commonwealth, con i soldi spesi per fornire un molo e tre nuovi pontili.
Il cantiere fu visitato da Pietro il Grande, zar di Russia, che nel 1698 studiò tecniche e pratiche di costruzione navale presso il cantiere. Soggiornò a Sayes Court, temporaneamente lasciata da John Evelyn all'ammiraglio John Benbow, ed un suo servitore rimasto in loco gli scrisse "la casa è piena di gente e trasandata. Lo zar si trova accanto alla vs. biblioteca e pranza nel salotto accanto al vs. studio. Pranza alle dieci e alle sei di sera, raramente è a casa tutto il giorno, molto spesso è al King's Yard o sull'acqua, vestito con abiti diversi."

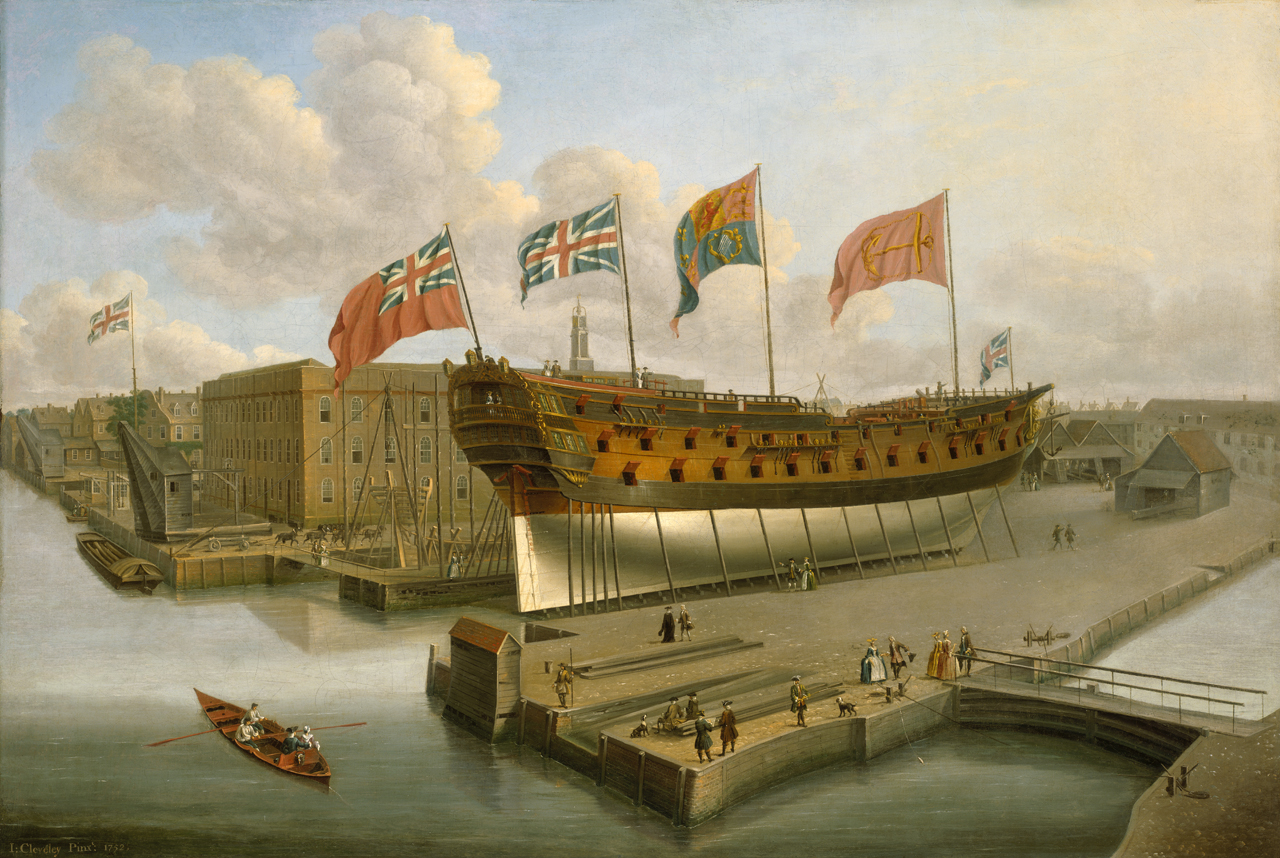
Una nave in costruzione a Deptford, prob. HMS Buckingham da 70 cannoni (una delle III classi del 1745).

Con la crescente specializzazione tra i cantieri reali, Deptford si concentrò sulla costruzione di piccole navi da guerra e fu il quartier generale del servizio di trasporto navale. Durante le varie guerre del XVIII e XIX secolo, la marina cercò di alleggerire la pressione sulle basi della flotta principale concentrando la costruzione navale nei bacini fluviali come Chatham, Woolwich e Deptford, lasciando i cantieri di prima linea a Portsmouth, Plymouth e Nore per la manutenzione e riparazione.
Negli anni 1790, Deptford aveva cinque scali per la costruzione di navi da guerra, e dal 1807 è stato inoltre servito da un hulk di stanza fissa. Deptford fu associato a un gran numero di navi e persone famose. Molte delle navi usate da James Cook durante i suoi viaggi di esplorazione furono rimesse nel cantiere navale (HMS Endeavour, HMS Resolution HMS Discovery, ecc.) così come le navi usate da George Vancouver nella sua spedizione tra il 1791 e il 1795 (HMS Discovery e HMS Chatham). La HMS Bounty fu riparata a Deptford nel 1787, così come lo era HMS Providence, la nave usata da William Bligh nella sua seconda spedizione per l'albero del pane. Le navi da guerra costruite nel cantiere includono HMS Neptune e HMS Colossus usate da Nelson nella battaglia di Trafalgar nonché la HMS Swiftsure che a Trafalgar combatté per i francesi perché da loro catturata nel 1801.

### Declino
La fine delle guerre napoleoniche e il lungo periodo di relativa pace che seguì causarono un declino sia del numero di nuove navi richieste dalla marina sia del numero di legni da riparare e manutenere. La posizione di Deptford e le basse acque fluviali esacerbarono il problema con il lavoro e i contratti trasferiti ad altri cantieri reali. Il cantiere aveva dalla sua la posizione vicino ai principali uffici della marina a Londra ma l'insabbiamento del Tamigi e le navi da guerra sempre più grandi ne fecero un sito poco attraente. L'ingegnere John Rennie commentò:
A partire dal 1821 a Deptford furono eseguiti solo lavori di manutenzione e dal 1830 solo lavori di demolizione. Il cantiere fu in gran parte chiuso tra il 1830 e il 1844, anche se si dice che la marina avesse tenuto una chiglia stesa nel capannone n. 1 adempiendo al contratto di locazione di John Evelyn che imponeva sempre la presenza di una nave in costruzione presso il cantiere. La marina dovette anzi affrettarsi a fornire una chiglia nel 1843 quando detto termine non fu rispettato. La costruzione di piccole navi da guerra riprese nel 1844 ma il cantiere fu ritenuto eccedente e infine chiuso nel 1869. La corvetta HMS Druid, varata il 13 marzo 1869, fu l'ultima nave costruita al Deptford Dockyard.

## Amministrazione
I primi amministratori dei cantieri navali durante il primo periodo Tudor furono chiamati Keepers of the Kings Marine (it. "Custodi"), John Hopton fu Keeper of the Kings Storehouses per i cantieri di Deptford ed Erith nonché Controllore della Marina. Il Master Shipwright divenne allora il principale funzionario dei cantieri della Royal Navy fino all'introduzione dei commissari residenti del Navy Board, quando divenne vice-commissario residente. Nel 1832 l'ufficio di commissario fu sostituito da quello di sovrintendente. 

### Keeper of the Kings Storehousea Deptford
Tra i titolari dell'ufficio spiccano:
1. 1513-1524, John Hopton (anche Custode del Erith Dockyard)
2. 1524-1537, William Gonson (idem)
3. 1544-1545, William Wynter
4. 1545-1546, Richard Howlett.[29]

### Commissario Residente della Marina a Deptford
Tra i titolari dell'ufficio spiccano:
1. 1714-1739, capitano Henry Greenhill.
2. 1740-1745, capitano Thmoas Whorwood
3. 1744-1745, commodoro Edward Falkingham (anche commissario residente a Woolwich)
4. 1746-1747, capitano James Compton. (idem)
5. 1747-1762, capitano William Davies, (idem)
6. 1806-1823, capitano Sir Charles Cunningham, KCH.

### Capitano Sovrintendente di Deptford
1. 1841-1851, capitano John Hill.[31]
2. 1853-1856, capitano Horatio Thomas Austin[32]
3. 1857-1863, capitano Claude Buckle.[33]
4. 1863-1876, capitano Henry Chads.

### Master Shipwrightdi Deptford
Elenco incompleto dei titolari:
1. Peter Pett, 1550-settembre 1589.
2. Joseph Pett, 1589-1606.
3. William Burrell, 1619-1623
4. Peter Pett, 16130-1652

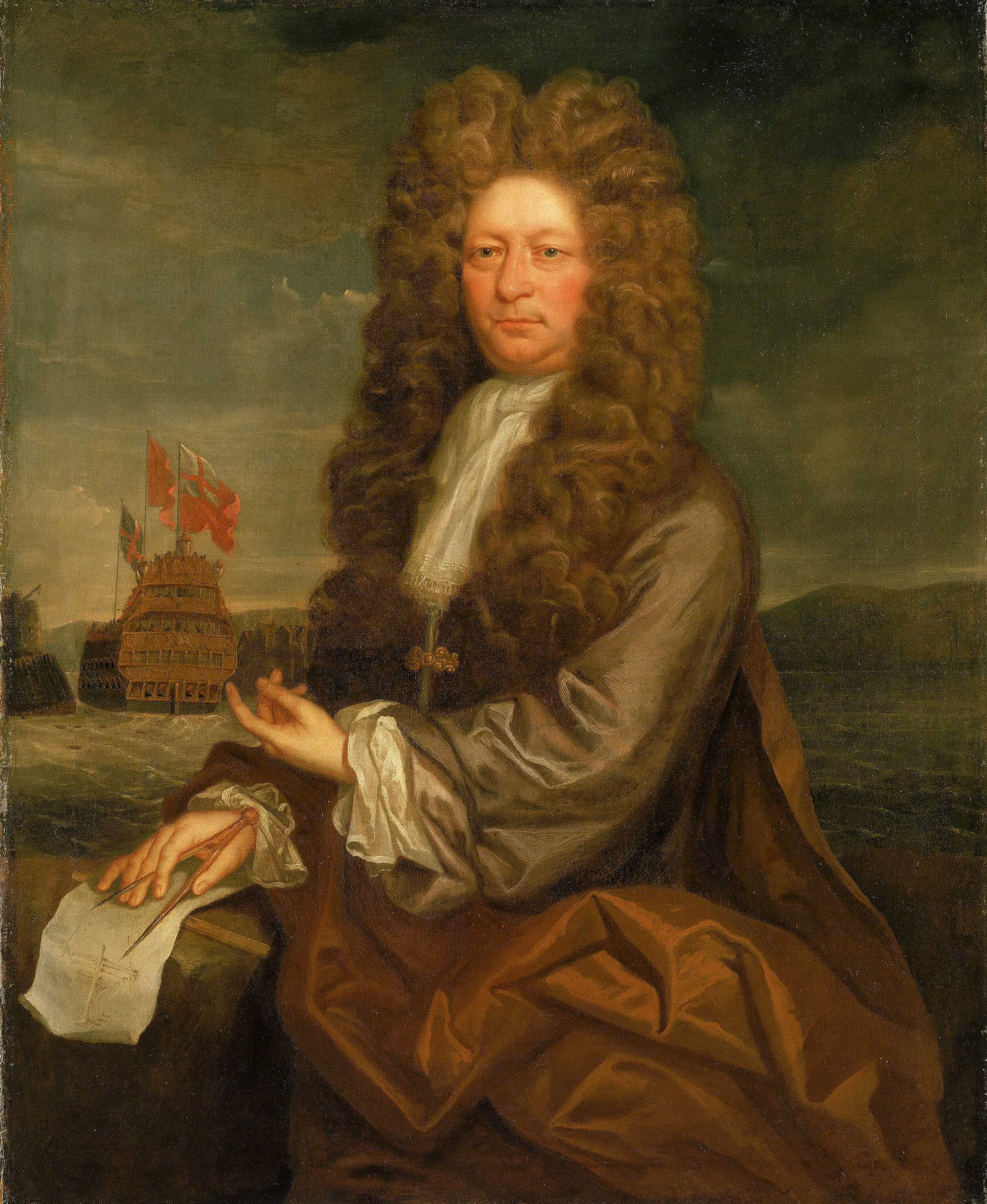
Fisher Harding costruì 39 navi durante la sua permanenza in carica.

5. Christopher Pett, agosto 1647-marzo 1668.
6. Jonas Shish, aprile 1668-novembre 1675.
7. Fisher Harding, ottobre 1686-novembre 1705.
8. Joseph Allin, novembre-dicembre 1705.
9. Richard Stacey, luglio 1715-agosto 1727.
10. Richard A. Stacey, agosto 1727-giugno 1742
11. Joseph Allin, luglio 1742-giugno 1746.
12. John Holland, giugno 1746-aprile 1752.
13. Thomas Fellowes, maggio 1752-marzo 1753.
14. Thomas Slade, marzo 1753-agosto 1755.
15. Adam Hayes, agosto 1755-giugno 1785.
16. Henry Peake, dicembre 1785-marzo 1787.
17. Martin Ware, marzo 1787-maggio 1795.
18. Thomas Pollard, giugno 1795-1799.
19. William Stone, luglio 1810-novembre 1813.
20. Henry Chatfield, 1853-1860.

### Mastro Attendente di Deptford
Questo ufficio fu creato per assistere all'allestimento, smantellamento, rimozione o messa in sicurezza di navi da guerra, ecc.
Elenco incompleto dei titolari:
1. 1702 febbraio-maggio, William Wright.
2. 1702-1703, Thomas Jennings.
3. 1703-1705, Thomas Harlow.
4. 1705-1706, Richard Clarke.
5. 1706-1707, John Knapp.
6. 1712-1720, Thomas Harlow.
7. 1720-1739, Walter Lunn.
8. 1739-1744, John Goodwin.
9. 1744, novembre-dicembre, Piercy Brett.
10. 1744-1747, Richard Dennis.
11. 1747-1755, John Goodwin.
12. 1755-1770, Edward Collingwood.
13. 1770-1776, Thomas Cosway.
14. 1776-1786, Roger Gastrill.
15. 1786-1791, Benjamin Hunter.

## Lascito

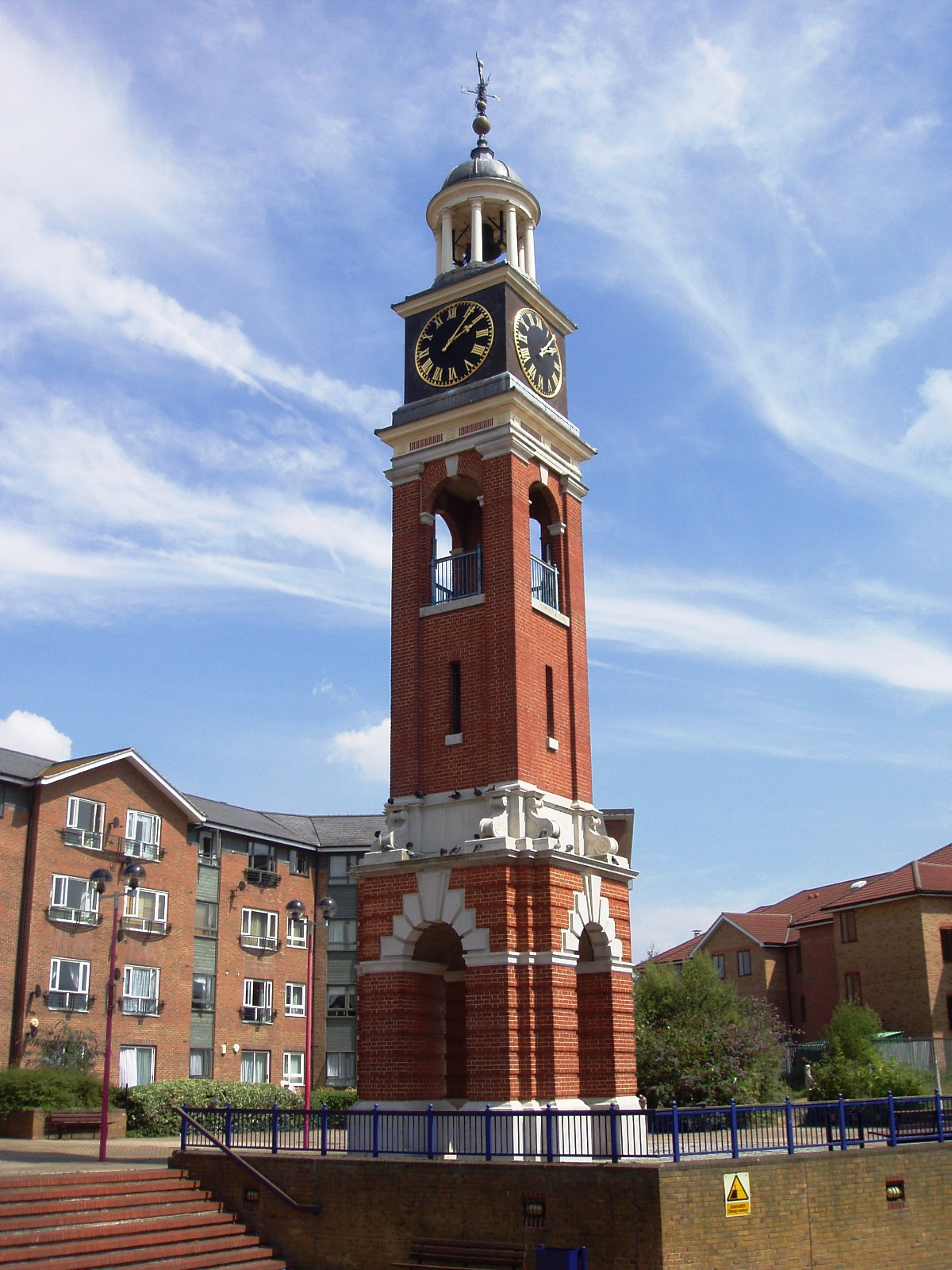
Il campanile del Great Storehouse (1720-1984) si trovano oggi a Thamesmead.

La terra occupata dal cantiere fu venduta dopo la sua chiusura e l'area divenne nota come "Convoys Wharf". TP Austin pagò £ 70.000 per la terra, poi acquistata dalla City of London Corporation per £ 91.500 che vi costruì dei mattatoi. Un periodico scrisse "il Deptford Dockyard, smantellato e degradato dal vecchio servizio alla Marina, è stato appena convertito in un mercato di bestiame straniero e un caos". L'uso dell'area come mercato del bestiame continuò fino al 1913; in seguito fu usato come deposito dell'esercito e poi come area di stoccaggio. Nel 1980 il sito è stato acquisito da News International per l'importazione e lo stoccaggio di prodotti in carta ed è inutilizzato dal 2008, in attesa di riqualificazione come complesso residenziale. 
Molti degli edifici, delle strutture e delle caratteristiche del Royal Dockyard sono stati persi o distrutti dalla sua chiusura e i suoi corsi d'acqua sono stati riempiti. Il Great Storehouse di Enrico VIII fu demolito nel 1954 e i suoi mattoni usati per le riparazioni di Hampton Court. La demolizione degli edifici adiacenti al deposito settecentesco seguì anche 1984. Alcuni edifici sono sopravvissuti, in particolare la Master Shipwright's House del 1708 (costruita da Joseph Allin), il vicino edificio per uffici del 1720 e l'importante Olympia Warehouse del 1846 (edificio con telaio in ferro, originariamente un doppio capannone costruito su due squeri del bacino principale). Resti di molte strutture del cantiere, compresi gli scali di alaggio, i bacini di carenaggio, i bacini, le officine degli stagnai e le fondamenta degli edifici sopravvivono sotto il livello del suolo e sono stati studiati negli scavi archeologici. Le sostruzioni del Great Storehouse sono ora un monumento. 

### Il "Progetto Lenox"
Nel 2013 il "Progetto Lenox" avanzò la proposta di costruire una replica grandezza naturale della HMS Lenox, una nave da 70 cannoni costruita a Deptford nel 1678, e di realizzarla proprio nel vecchio cantiere navale come fulcro di un museo ad hoc da integrare nello sviluppo di Convoys Wharf.
Alla fine del 2015 il progetto aveva acquisito slancio, con piani più dettagliati che adeguavano la costruzione del Lenox allo sviluppo complessivo di questa parte di Deptford. Lo studio di fattibilità 2015 ha identificato il molo custodito all'estremità occidentale del sito di Convoys Wharf come il luogo più adatto per il bacino di carenaggio in cui sarebbe stata costruita la nave stessa: l'ingresso del canale esistente ma in disuso potrebbe quindi essere modificato come ingresso per il molo e ormeggio della nave una volta terminata.
Si spera che il Lenox fornirà un focus per la rigenerazione dell'area come la nave replica Hermione fece per Rochefort in Francia.

## Deptford Dockyard Victualling Yard
Nel XVII secolo fu costruito a Deptford un Victualling Yard per l'approvvigionamento delle navi. Nel 1743 i Commissari-Approvvigionatori spostarono il loro deposito principale da Tower Hill a Deptford e avviarono la costruzione di nuovi impianti sul sito: una cooperativa, magazzini, macelli, strutture per la cottura e per la birra. Nel 1858 fu ribattezzato "Royal Victoria Victualling Yard". 

Il Victualling Yard continuò a funzionare per quasi un secolo dopo la chiusura del cantiere navale, producendo e conservando cibo, bevande, vestiario e mobilio per la marina. Chiuse nel 1961 e sul sito fu costruita una tenuta comunale. Numerosi edifici e strutture, in gran parte risalenti al 1770-80, sono stati mantenuti e sono ancora visibili all'interno e intorno alla Tenuta Pepys. 

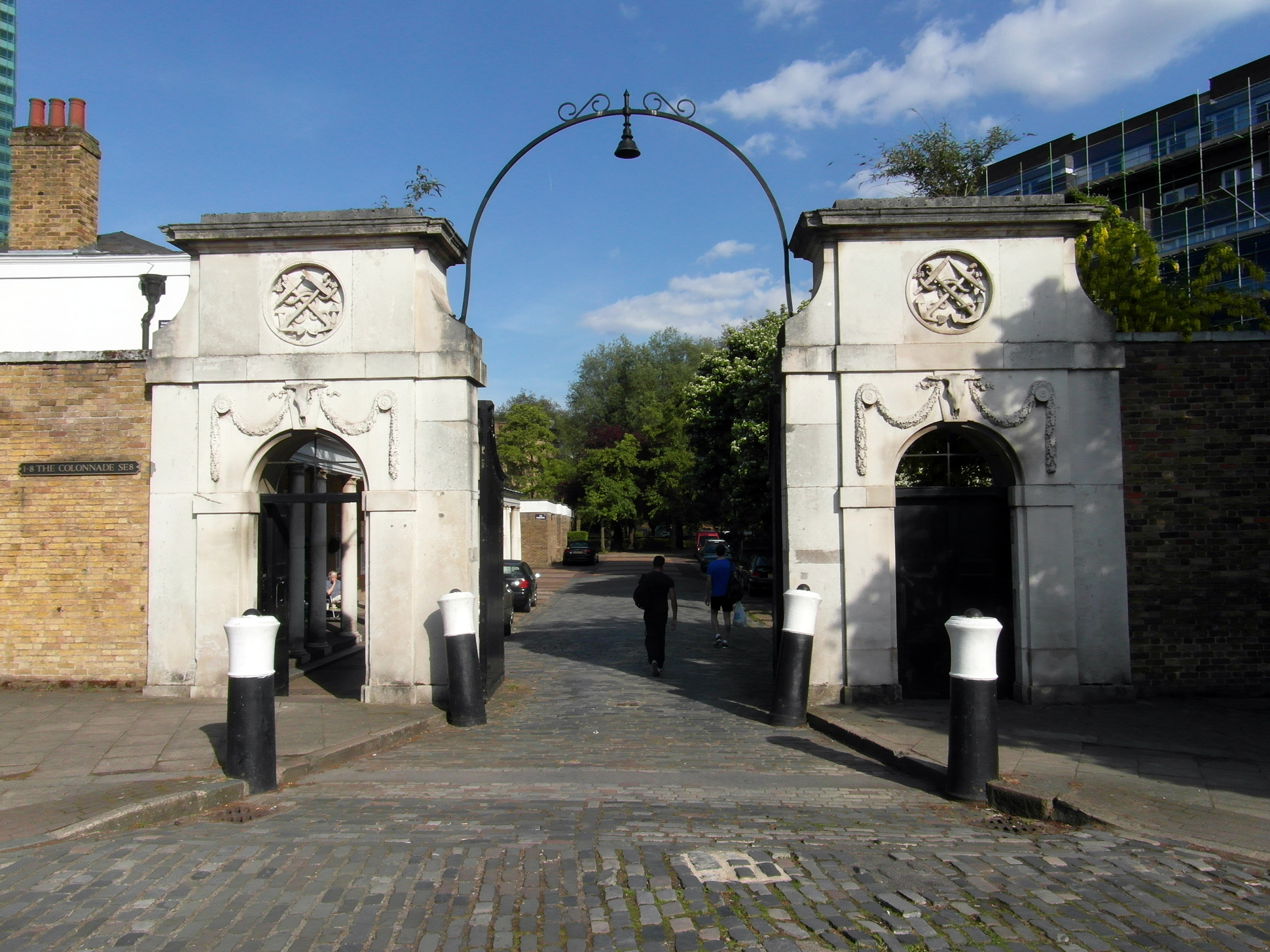
La porta principale del Victualling Yard.
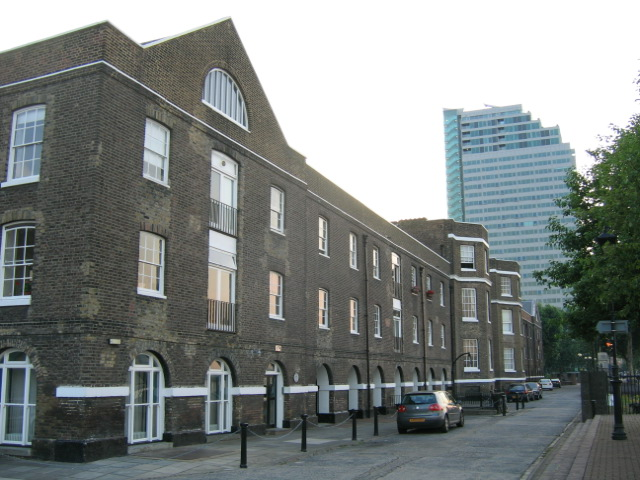
Magazzino e ufficio amministrativo lungo il fiume.
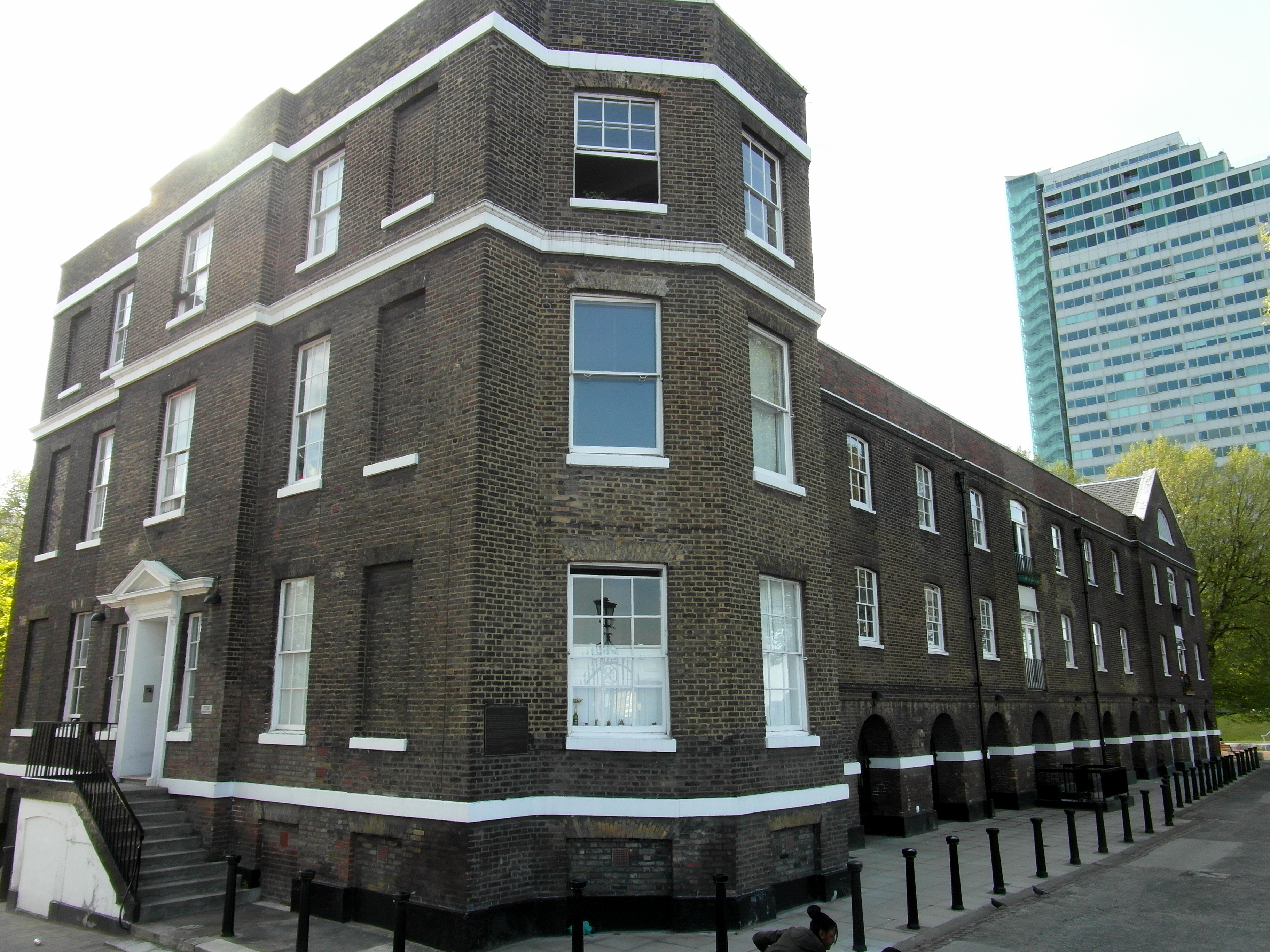
Casa del sovrintendente e magazzino sul fiume.
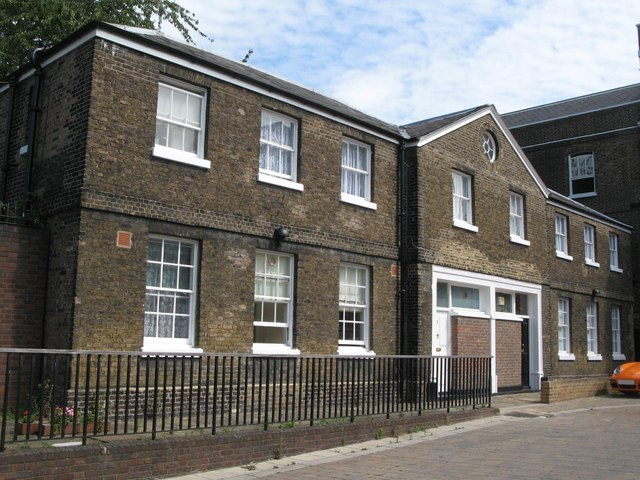
Ex blocco stabile dietro la casa del sovrintendente.
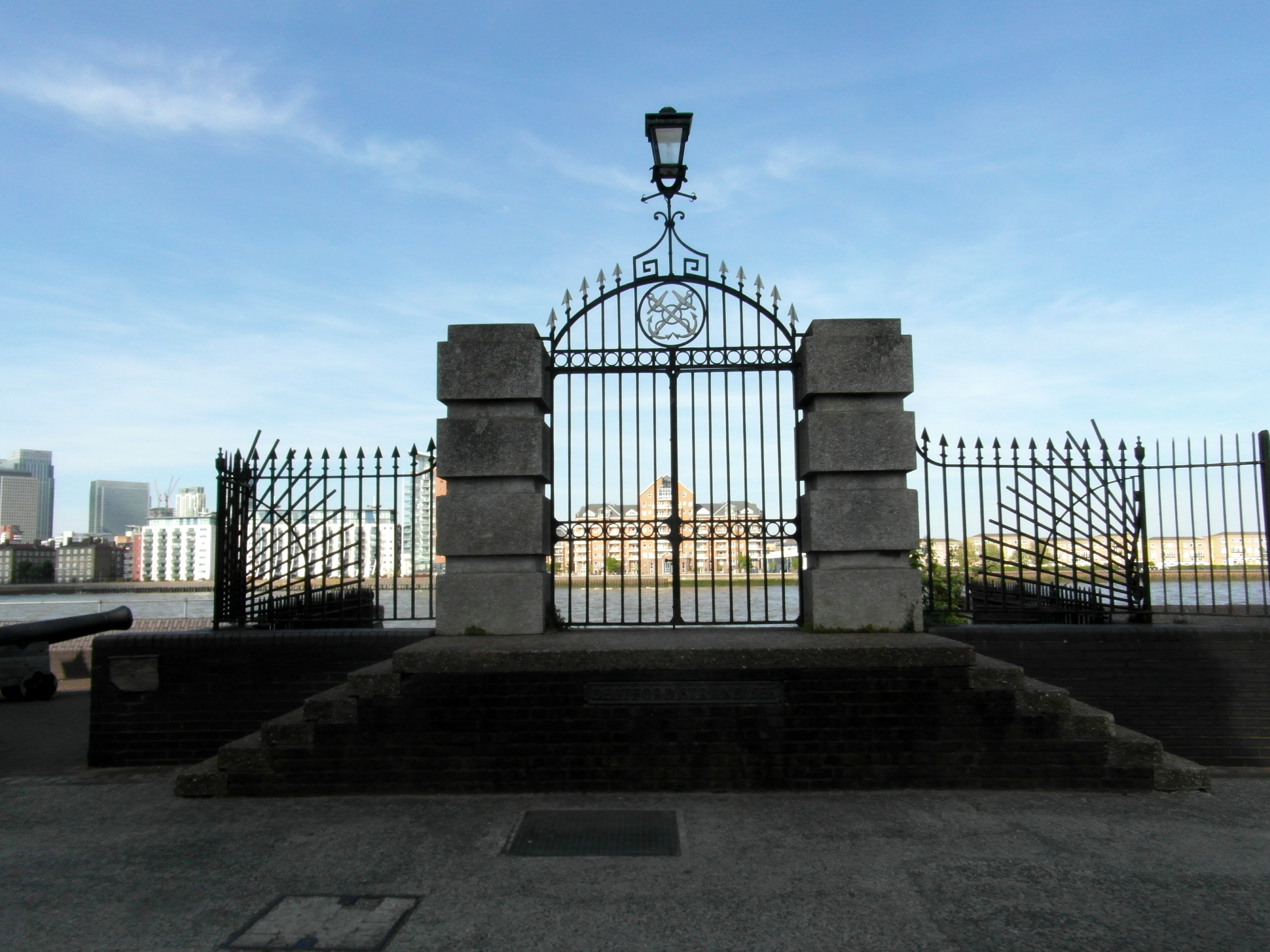
La porta del fiume che conduce al "Drake's Steps".
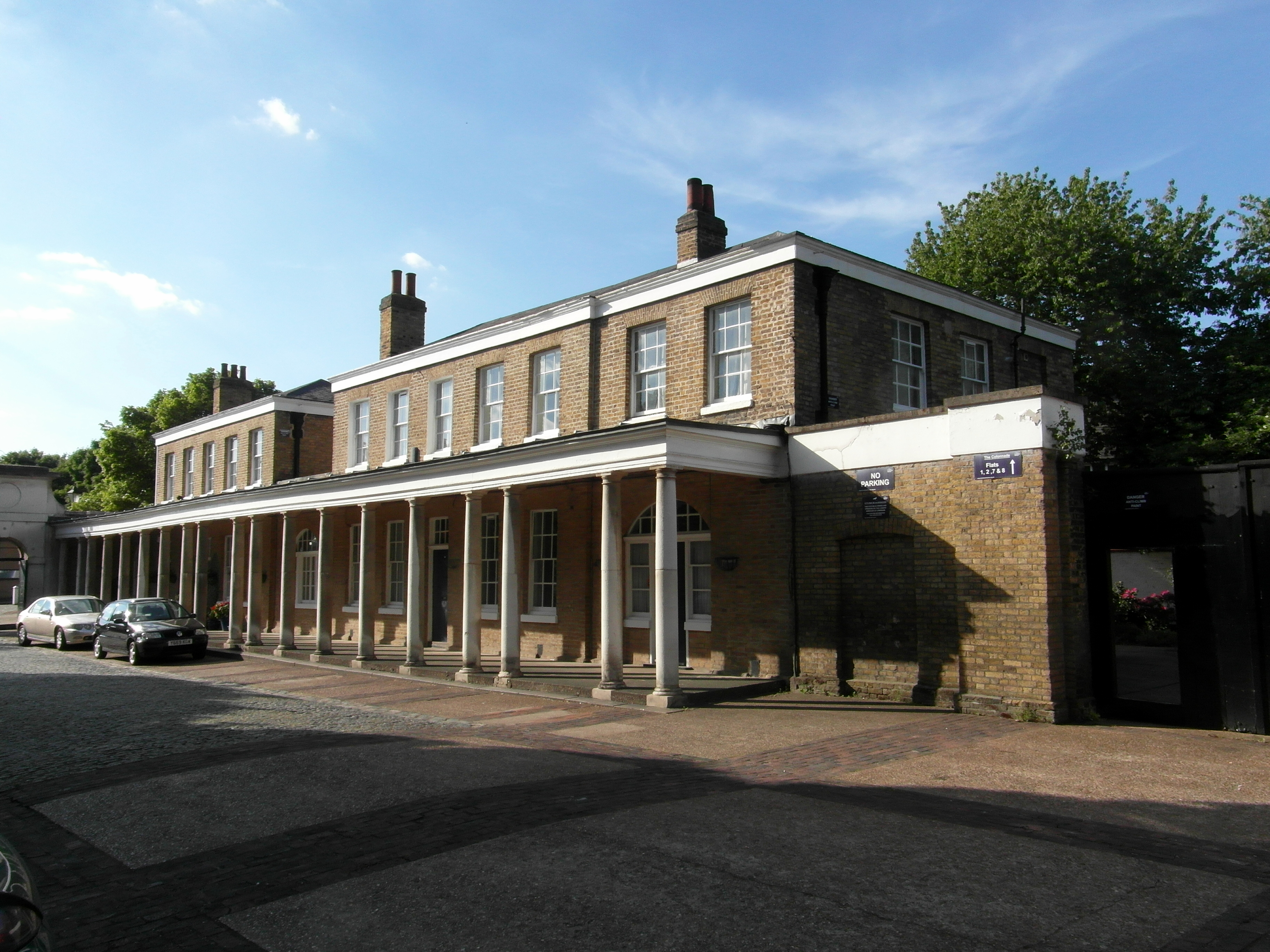
Il colonnato (case e uffici, proprio all'interno del cancello principale).
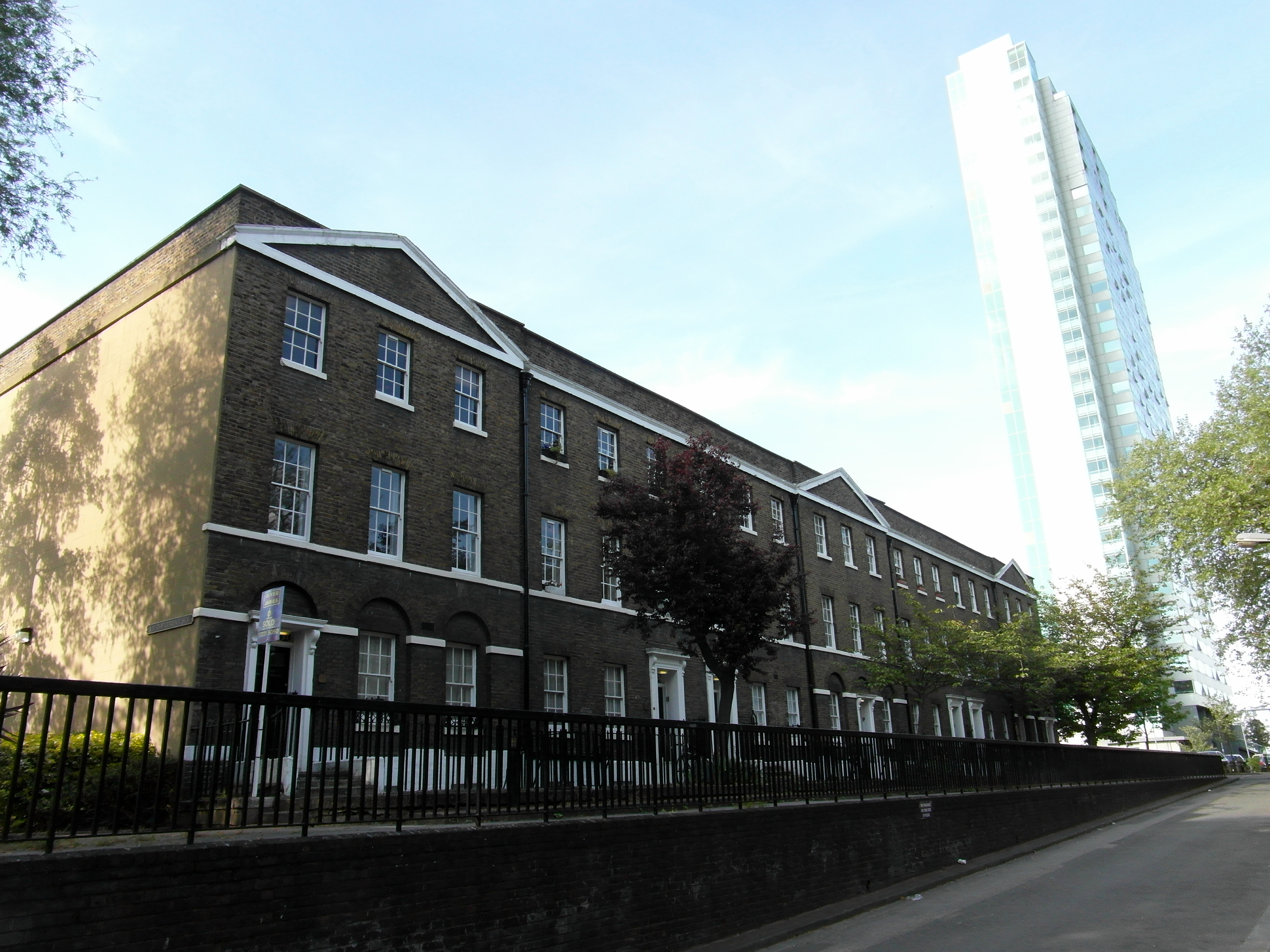
The Terrace (costruito per ospitare gli alti funzionari del Victualling Yard).

### Esplicative
1. ↑  Le porte del bacino di carenaggio esistevano a Chatham e Woolwich all'inizio del XVII secolo. Nicholas Rodger ne considera l'introduzione il segno della "l'invenzione del vero bacino di carenaggio [che era] uno sviluppo molto importante. Doveva diventare uno dei principali risultati tecnici alla base della potenza navale inglese."[9] Il primo vero bacino di carenaggio straniero, descritto come "all'inglese", fu ordinato dai francesi a Rochefort nel 1666, quasi un secolo dopo l'inglese.[9]
2. ↑  L'infelice Evelyn convinse poi la Tesoreria di Sua Maestà a rimborsargli le 350 £ stimate da Sir Christopher Wren per la riparazione dei danni arrecati dai russi alla magione.[19]
3. ↑  I magazzini erano necessari per lo stoccaggio di tutte le materie prime e le merci necessarie per la costruzione e l'allestimento di una nave. Il magazzino del 1513 era un edificio rettangolare in mattoni di circa 50x10m su due piani. Affacciava sul fiume e sviluppava parallelamente ad esso, circa 40 m a monte della Master Shipwright's House. Entrambi gli edifici sono visibili nel dipinto di Cleveley della HMS St Albans (v.si). Il magazzino originale fu via via ingrandito da strutture secondarie e nella prima parte del XVIII secolo era ormai l'estremo settentrionale d'un quadrilatero di magazzini, con torre cupolata e orologio, all'estremità meridionale, che funse da punto di riferimento per il traffico fluviale per oltre 200 anni|
4. ↑  Negli anni 1790 il Victualling Board aveva quartiergenerale a Somerset House come il Navy Board ed il Transport Board.[42]

### Bibliografiche
1. ↑   Francis, Antony,, The Deptford royal dockyard and manor of Sayes Court, London : excavations 2000-12, London, ISBN 978-1-907586-36-1, OCLC 973919509.
2. 1 2 3 4 5 6 7 8   Orser, Encyclopedia of Historical Archaeology,  p. 166.
3. ↑   Talling, London's Lost Rivers,  p. 180.
4. ↑  Rodger 2004, p. 222.
5. ↑  Rodger 2004, p. 223.
6. ↑  Rodger 2004, p. 226.
7. ↑  Rodger 2004, p. 231.
8. ↑  Rodger 2004, p. 335.
9. 1 2 3  Rodger 2004, p. 336.
10. ↑   Talling, London's Lost Rivers,  p. 182.
11. ↑   Orser, Encyclopedia of Historical Archaeology,  p. 167.
12. ↑   Summer Excursions in Kent,  p. 30.
13. 1 2   Kemp (a cura di), The Oxford Companion to Ships and the Sea,  p. 240.
14. ↑   Lavery, The Ship of the Line,  p. 14.
15. ↑  Rodger 2004, p. 370.
16. ↑  Rodger 2004, p. 377.
17. ↑  Rodger 2005, p. 46.
18. 1 2 3   Kemp (a cura di), The Oxford Companion to Ships and the Sea,  p. 241.
19. 1 2   Browning, Peter the Great,  pp. 108-9.
20. ↑  Rodger 2005, p. 297.
21. ↑   Lavery (a cura di), The Line of Battle,  p. 124.
22. ↑  Lavery 1989, p. 224.
23. ↑   Winfield, British Warships in the Age of Sail 1714–1792,  pp. 366-8.
24. ↑   Paine, Warships of the World to 1900,  p. 23.
25. ↑   Winfield, British Warships in the Age of Sail 1793–1817,  pp. 26, 39 & 52.
26. ↑  Lavery 1989, p. 234.
27. 1 2   The Antiquary,  p. 205.
28. ↑   David Childs, Tudor sea power : the foundation of greatness, Barnsley, England, Seaforth Pub, March 2010,  pp. 252-253, ISBN 978-1-84832-031-4.
29. ↑  (EN) Dr C. S. Knighton e Professor David Loades, The Navy of Edward VI and Mary I, England, Ashgate Publishing, Ltd., 2013,  p. 554, ISBN 978-1-4094-8240-6.
30. ↑   Sir William Laird Clowes, The royal navy, a history from the earliest times to the present Volume III, London, England, S. Low Marston, 1897-1903,  p. 4.
31. ↑   Dodd, The Peerage, Baronetage, and Knightage, of Great Britain and Ireland,  p. 256.
32. ↑  (EN) Clements R. Markham, The Arctic Navy List 1773-1873, Luton, England, Andrews UK Limited, 2012,  p. 3, ISBN 978-1-78151-427-6.
33. ↑  (EN) The Royal Kalendar, and Court and City Register for England, Scotland, Ireland, and the Colonies, London, England, Society for the Diffusion of Useful Knowledge, 1862,  p. 242.
34. ↑   Simon Harrison, threedecks.org, S. Harrison, 2010-2018,  https://threedecks.org/index.php?display_type=show_appointment&appointmentid=10&locationid=2. URL consultato il 27 giugno 2018.
35. ↑   Simon Harrison, threedecks.org, S, Harrison, 2010-2018,  https://threedecks.org/index.php?display_type=show_appointment&appointmentid=88&locationid=2. URL consultato il 10 gennaio 2019.
36. 1 2  Pevsner, The Buildings of England - London 2: South (Yale University Press, 1983 & 2002).
37. ↑   councilmeetings.lewisham.gov.uk, Lewisham Borough Council, 11 luglio 2013,  http://councilmeetings.lewisham.gov.uk/mgAi.aspx?ID=6194. URL consultato il 19 maggio 2016.
38. ↑   buildthelenox.org, The Lenox Project, 3 dicembre 2015,  http://www.buildthelenox.org/new-lenox-brochure-published/. URL consultato il 19 maggio 2016.
39. ↑   buildthelenox.org, The Lenox Project, 8 gennaio 2016,  http://www.buildthelenox.org/feasibility-study-report-published-by-gla. URL consultato il 19 maggio 2016.
40. ↑  Lavery 1989, p. 25.
41. ↑  Rodger 2005, p. 306.
42. ↑  Lavery 1989, p. 24.